# Josef Schnitter

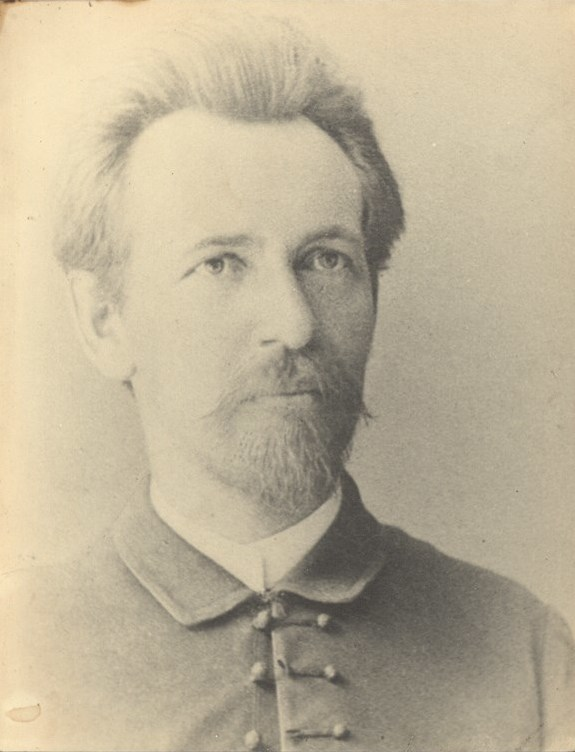
Josef Schnitter im Jahre 1900

Josef Václav Schnitter (bulgarisch Йосиф Вацлав Шнитер; * 16. Oktober 1852 in Nový Bydžov, Königreich Böhmen, Österreich-Ungarn; † 22. Mai 1914 in Plowdiw, Zarentum Bulgarien) war ein böhmisch-bulgarischer Architekt, Ingenieur und Geodät. Durch den von ihm 1891–92 erstellten Stadtentwicklungsplan gilt er als Vater des modernen Plowdiws. Sein architektonisches Erbe ist bis heute im Stadtbild präsent.

## Biographie

### Eltern und Jugend
Josef Schnitter kam als viertes Kind von Václav Schnitter und seiner Frau Anna, geb. Drábka, in der in Böhmen gelegenen Stadt Nový Bydžov zur Welt. Er hatte insgesamt sieben Geschwister. Die Familie Schnitter stammte ursprünglich aus der Lausitz. Sie hatte im väterlichen Zweig eine lange Tradition im Bauwesen. So waren sein Vater, sein Großvater als auch sein Urgroßvater als Baumeister tätig. Josef besuchte die Grundschule in seiner Heimatstadt. Seine Familie zog 1866 nach Mělník, wo er in das Gymnasium eintrat. Eine erhaltene Bescheinigung vom 19. Dezember 1869 belegt, dass er bereits im Alter von 16 Jahren als Baupraktikant tätig war. Vermutlich konnte er von seinem technischen Wissen auch im Rahmen seines Militärdienstes profitieren. Vom 3. Juni 1872 bis zum 15. Januar 1876 arbeitete er in Wien als technischer Zeichner im Büro des Architekten Eugen Schweigl (* 1842, † 1929). Dieser war mit dem Ausbau des Offiziers-Wohngebäudes der Stiftskaserne, dem sog. Mosertrakt, in der ehemaligen Wiener Vorstadt Mariahilf betraut. Zum Ende seiner Anstellung stellte Schweigl seinem Mitarbeiter ein hervorragendes Zeugnis aus und verwies auf dessen theoretisches und praktisches Können. Im Sommer 1876 übersiedelte Josef Schnitter nach Russland.

### Leben in Russland
In Moskau erhielt er am 16. Juni 1876 eine Stelle im Büro des Architekten Pjotr Santinowitsch Campioni und wirkte an der Realisierung verschiedener Bauvorhaben mit. Auch Campioni bescheinigte dem jungen Architekten in einem Arbeitszeugnis tiefes Wissen in allen Bereichen der Baubranche. Am 1. Mai 1877 trat Josef Schnitter in der Kasaner Kathedrale in Moskau zur Russisch-Orthodoxen Kirche über.
Zu Beginn des Russisch-Osmanischen Kriegs (1877) meldete er sich freiwillig zu den Ingenieurtruppen der Kaiserlich Russischen Armee. Er war an der Projektierung der Pontonbrücke beteiligt, auf der die russischen Truppen 1877 bei Swischtow die Donau überschritten. Im Rahmen der von General Eduard Totleben geleiteten Belagerung der Stadt Plewen war er mit der Planung von Befestigungsanlagen betraut. In der Nacht des 9. Dezember 1877 kam es zur Entscheidungsschlacht, in der auch Josef Schnitter verwundet wurde. In Anerkennung für seine außergewöhnliche Tapferkeit überreichte ihm General Totleben einen Ehrensäbel. Nach dem Fall von Plewen überquerte Josef Schnitter mit den russischen Truppen das Balkangebirge und gelangte bis Konstantinopel.

### Leben in Bulgarien
Im Januar 1878 wurde er nach Plowdiw beordert. Die Stadt war zwischen Mai und Oktober 1878 Sitz der russischen Verwaltung für Bulgarien. 1878 erhielt er die Ernennung zum Chefingenieur und Leiter des technischen Dienstes der Gemeinde Plowdiw (Главен инженер и началник на техническата служба на община Пловдив). Diese Stelle hatte er, mit z. T. politisch bedingten Unterbrechungen, bis zum Ende seines Lebens inne.
Gemäß den Bedingungen des Berliner Kongresses war die Dauer der provisorischen Verwaltung Ostrumeliens durch Russland auf zwei Jahre und sechs Monate beschränkt. Nach Abzug der Übergangsregierung 1879 blieb Josef Schnitter in Plowdiw und eröffnete ein Architekturbüro. Bis zur Wiedervereinigung des Fürstentums Bulgarien mit Ostrumelien im September 1885 entwarf und realisierte er eine Reihe öffentlicher Gebäude, Kirchen als auch Privathäuser.
Kurz darauf ging er als Freiwilliger zur bulgarischen Armee, um als Militäringenieur die Befestigung der neuen Grenze im Raum von Tărnowo-Sejmen, dem heutigen Simeonowgrad, zu leiten. Im Serbisch-Bulgarischen Krieg (14.–28. November 1885) wurde er nach Sliwniza versetzt, wo er für den Bau von Verteidigungsanlagen zuständig war. Dabei zog er sich eine Typhusinfektion zu. Nach seiner Genesung kehrte er nach Plowdiw zurück. Zum 1. August 1886 erhielt er dort die Ernennung zum Stadtarchitekten. Nach Abdankung Fürst Alexanders I. am 7. September 1886 wurde ein Regentschaftsrat eingesetzt. Dessen  Vorsitzender, Stefan Stambolow, verfolgte eine dezidiert russlandfeindliche Politik. In der Folge verlor Josef Schnitter seine Stelle und arbeitete danach wieder als freier Architekt.

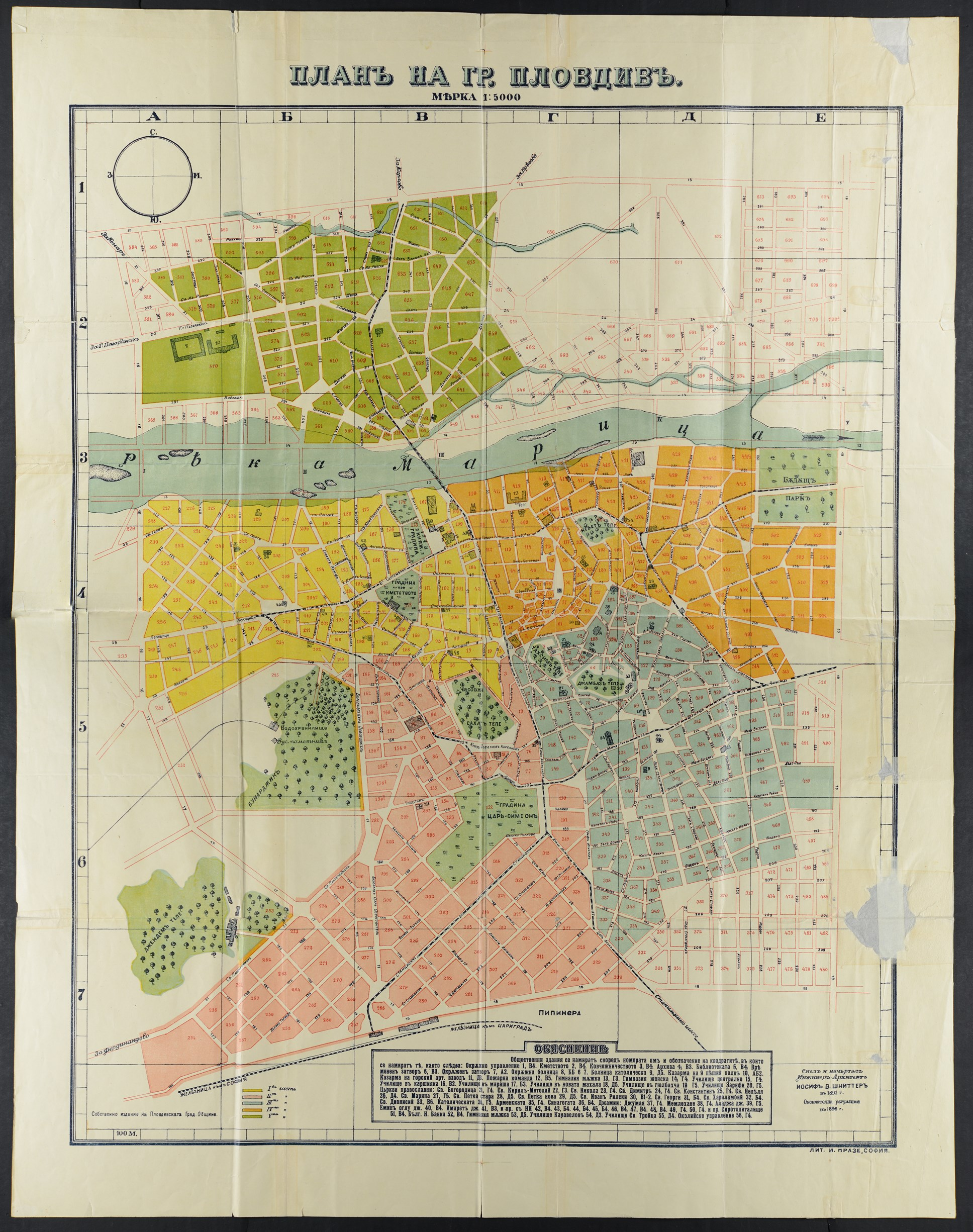
Stadtentwicklungsplan Plowdiw 1:5000, ausgearbeitet von Josef Schnitter 1891–92

Bereits 1888 wurde er vom Plowdiwer Bürgermeister auf seine Position als Stadtarchitekt zurückberufen. Seine Aufgabe bestand in der Erstellung eines Stadtentwicklungsplans. Dies setzte jedoch zunächst eine Aufnahme des Ist-Standes in Form eines Katasters voraus. Für die Karte wählte Josef Schnitter den Maßstab 1:500. Der entsprechende Plan hatte eine Größe von 6 × 7 m. Für seine Aufbewahrung wurde eigens ein Pavillon erbaut, in dem konstante Umweltbedingungen herrschten. Die Vermessungsarbeiten konnten ca. 1890 abgeschlossen werden. Anschließend begann Josef Schnitter mit der Gestaltung des Stadtentwicklungsplans. Kernstück war der Erhalt der Struktur der Altstadt und ihrer historischen Gebäude. 14 neue Viertel waren vorgesehen, die sich konzentrisch um das Zentrum legen. Schnitter bestimmte auch den Verlauf der Hauptverkehrsachsen. Das geplante Stadtgebiet sollte an den Rändern durch Ost-West und Nord-Süd verlaufende Straßen umrahmt werden. 1892 war der Plan fertig gestellt. Nach einigen Änderungen wurde er 1896 von Fürst Ferdinand I. gebilligt und 1906 im Maßstab 1:5000 in Form einer Lithographie veröffentlicht.
In den Jahren 1889–1891 entwarf und leitete Josef Schnitter zusätzlich den Bau der Wasserleitung vom Bergdorf Sortir (Сортир, heute Chrabino, с. Храбрино) zum Hauptreservoir auf dem Plowdiwer Bunardschik-Hügel, dem heutigen Hügel der Befreier. 1891 arbeitete er zusammen mit dem Schweizer Architekten Henri Meyer an der Planung der Ersten bulgarischen Landwirtschafts- und Industrieausstellung in Plowdiw 1892 (Първо българско земеделско-промишлено изложение в Пловдив, 1892 г.). Zwischen 1897 und 1900 war er seines Amtes als Stadtarchitekt erneut enthoben und als selbständiger Architekt und Techniker tätig. 1905 gehörte er einer Kommission zur Standortauswahl für neue Krankenhäuser an. Im Jahre 1906 erhielt er die bulgarische Staatsbürgerschaft zugesprochen, um die er bereits kurz nach Erringen der Unabhängigkeit angesucht hatte.
1911 plante Josef Schnitter ein neues Wasserversorgungssystem für die schnell wachsende Stadt Plowdiw. Bei der Mobilisierung im Vorfeld des 1. Balkankriegs (1912) schrieb er sich als Freiwilliger ein. Er blieb bis zum Ende des 2. Balkankriegs im darauffolgenden Jahr Armeeangehöriger.
Während der Realisierung des Leitungssystems wurden in seiner Abwesenheit Rohre mit einer zu geringen Druckfestigkeit verbaut. Im Januar 1914 verursachte ein Hochwasser des Flusses Tămrăschka (Тъмръшка река) schwere Schäden an den Rohrleitungen. Josef Schnitter überwachte die Reparaturen vor Ort. Durch die ungünstigen Arbeitsbedingungen trug er eine schwere Lungenentzündung davon, der er am
9. Maijul. / 22. Mai 1914greg. erlag. Da seine Familie nahezu mittellos war, mussten die Kosten für seine Beerdigung auf dem Plowdiwer Zentralfriedhof von der Gemeinde Plowdiw getragen werden.

## Politische und philantropische Aktivitäten
Josef Schnitter war ein überzeugter Russophiler, der sich für gute Beziehungen zwischen Bulgarien und Russland einsetzte. Parteipolitisch blieb er ungebunden. Als Stadtarchitekt zeigte er sich prinzipientreu und verteidigte das Wohl der Stadt und ihrer Einwohner gegen Partikularinteressen. So forderte er die rigorose Einhaltung von Bauvorschriften und setzte sich für eine Versorgung aller Stadtviertel mit sauberem Trinkwasser ein.
Er war auch als Philanthrop bekannt. Oft übernahm er Aufträge ohne ein Honorar einzufordern. Einen Teil seiner Einkünfte spendete er für wohltätige Zwecke. Dies führte letztlich dazu, dass er und seine Familie in prekären Verhältnissen leben mussten.

## Ehe und Familie
Im Jahre 1892 besuchte die aus Bayern stammende Elisabeth Maria Frederika Baumann († 1951) ihre Schwester in Konstantinopel. Auf der Rückreise wollte sie ein paar Tage bei der Familie Bezenšek in Plowdiw verbringen. Eines Morgens schüttelte Elisabeth von der Terrasse ein Tischtuch aus und die Krümel rieselten auf den gerade vorbeireitenden Josef Schnitter herab. Josef erblickte die junge Frau und bat seinen Freund Anton Bezenšek, ihn ihr vorzustellen. Am 7. Januar 1893 heirateten Josef und Elisabeth.
Sie hatten vier Kinder. Ihr ältester Sohn, Josef Josifow (Йофиф Йосифов) (* 1892, † 1973), studierte Jura und arbeitete als Rechtsanwalt. 1934 wurde er für vier Jahre zum Bürgermeister des Dorfs Lădshene (с. Лъджене, heute Ortsteil der Stadt Welingrad) gewählt. In seiner Amtsperiode ließ er ein Mineralbad bauen und legte so den Grundstein für den späteren balneologischen Kurort Welingrad. Hans Josifow (Иван Йосифов) (* 1895, † 1979) trat in die Fußstapfen seines Vaters und wurde Bauingenieur und Architekt. Anton Josifow (Антон Йосифов) (* 1906, † 1926) interessierte sich für das Medium Film und nahm ein Studium in Berlin auf. Er erkrankte an Tuberkulose und starb in jungen Jahren. Eliza Josifowa (Елиза Йосифова) (* 1896, † 1977) studierte Musik am Prager Konservatorium und war als Klavierlehrerin tätig. Josef Josifows Enkelin ist Maria Schnitter, Professorin für Religionsanthropologie an der Universität Plowdiw „Paisii Hilendarski“.

## Bauten (Auswahl)

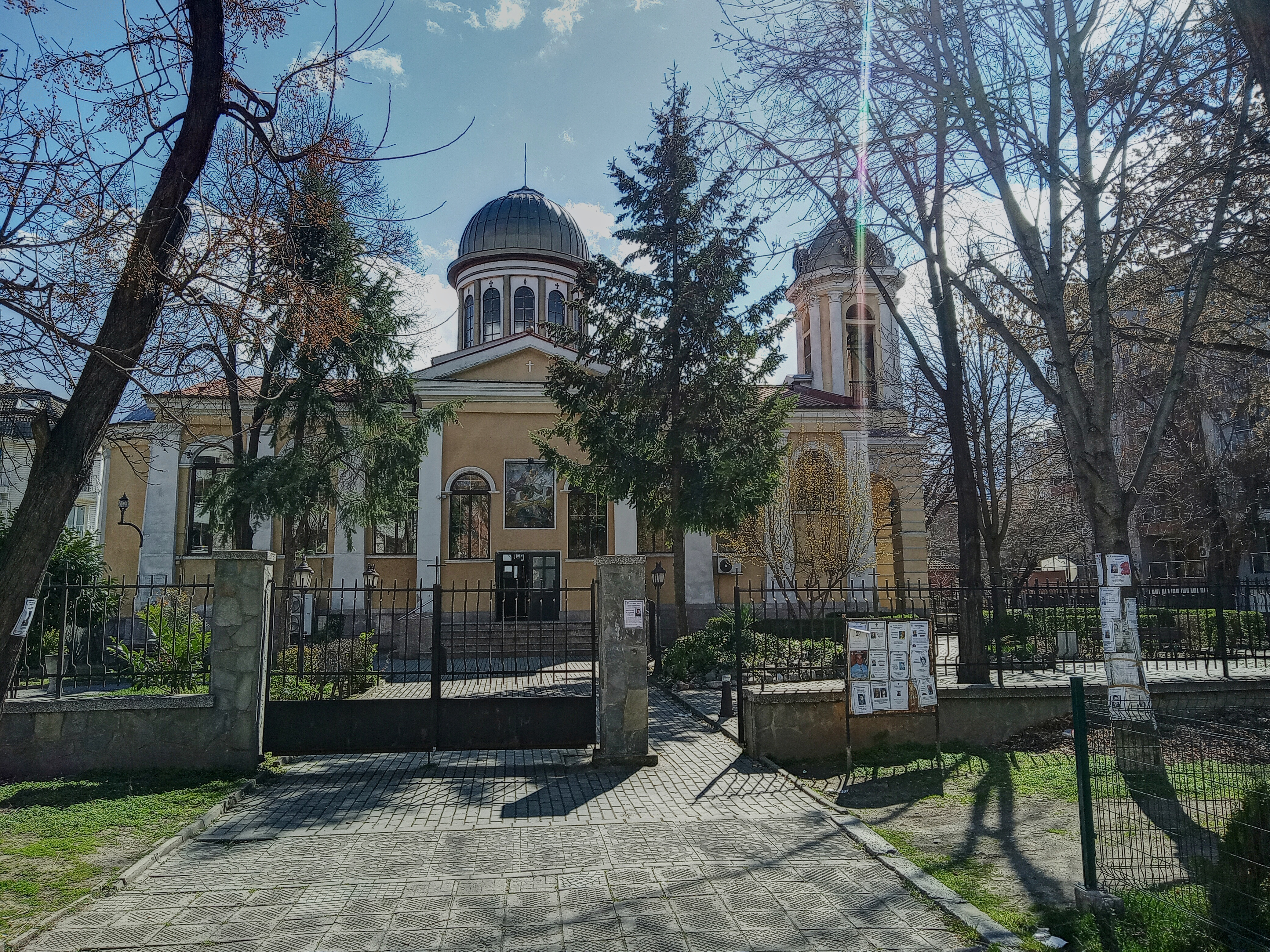
Kirche »Hl. Georg der Siegreiche« (2023)

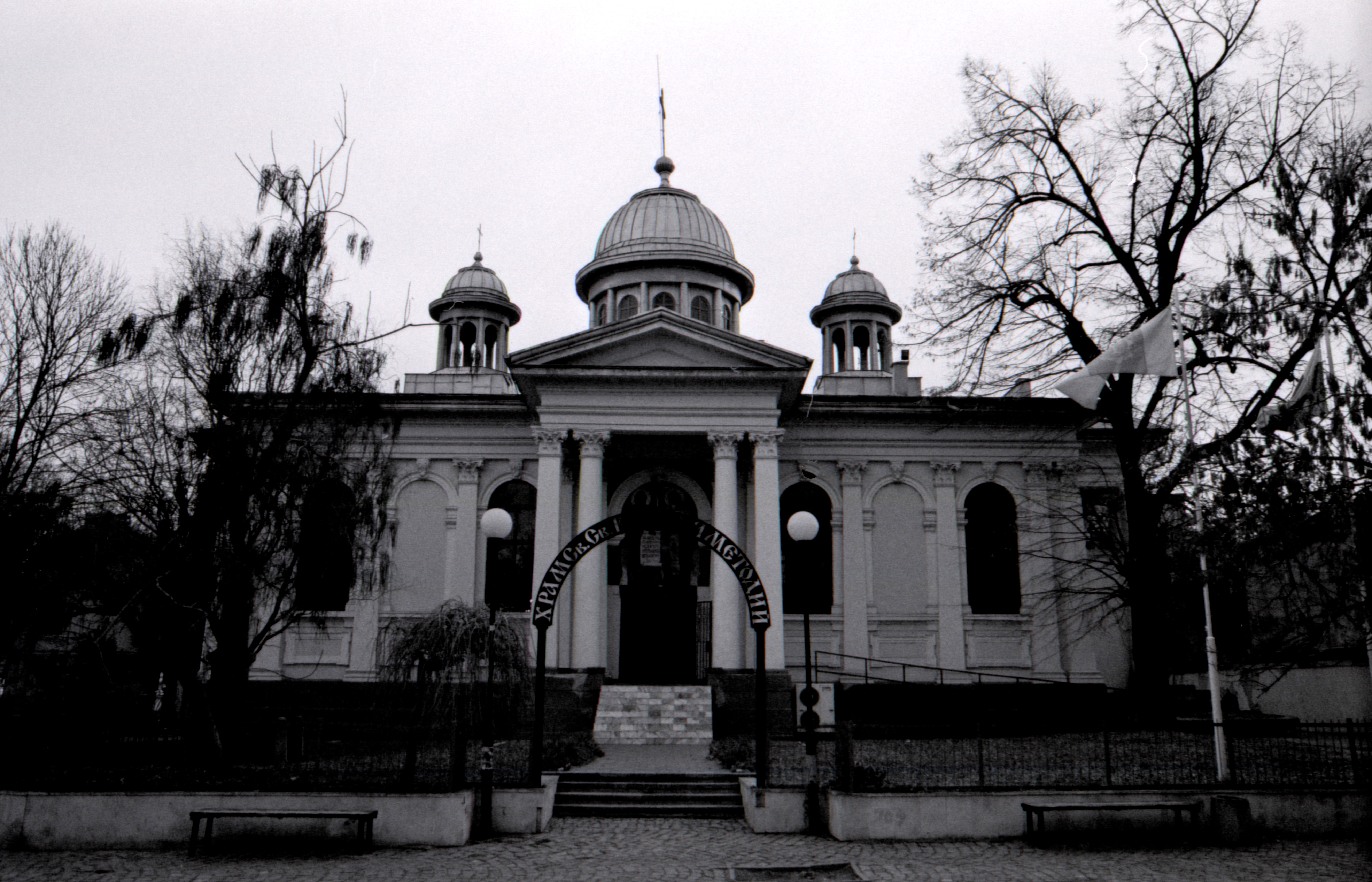
Kirche »Hll. Kiril und Method und Hl. Alexander Newski« (2016)

1878:
- Haus des Kaufmanns Ilija Dentschew, ul. Stefan Peschew 62, Sewliewo (къща на търговец Илия Денчев, ул. „Стефан Пешев“ № 62, Севлиево). Das zweigeschossige neoklassizistische Haus war Josef Schnitters Erstlingswerk in Bulgarien. Es verfügte über die erste, in Bulgarien installierte Warmluftheizung.[5] Das Gebäude beherbergt seit Juni 2008 die Städtische Kunstgalerie "Assen und Ilija Pejkowi" (Градска Художествена галерия „Асен и Илия Пейкови“).[29]
- Wiederaufbau der zerstörten Brücke über die Mariza in Plowdiw (in Zusammenarbeit mit Ing. Georgi Michailowitsch (Георги Михайлович)).[10][30]

1879–1881:

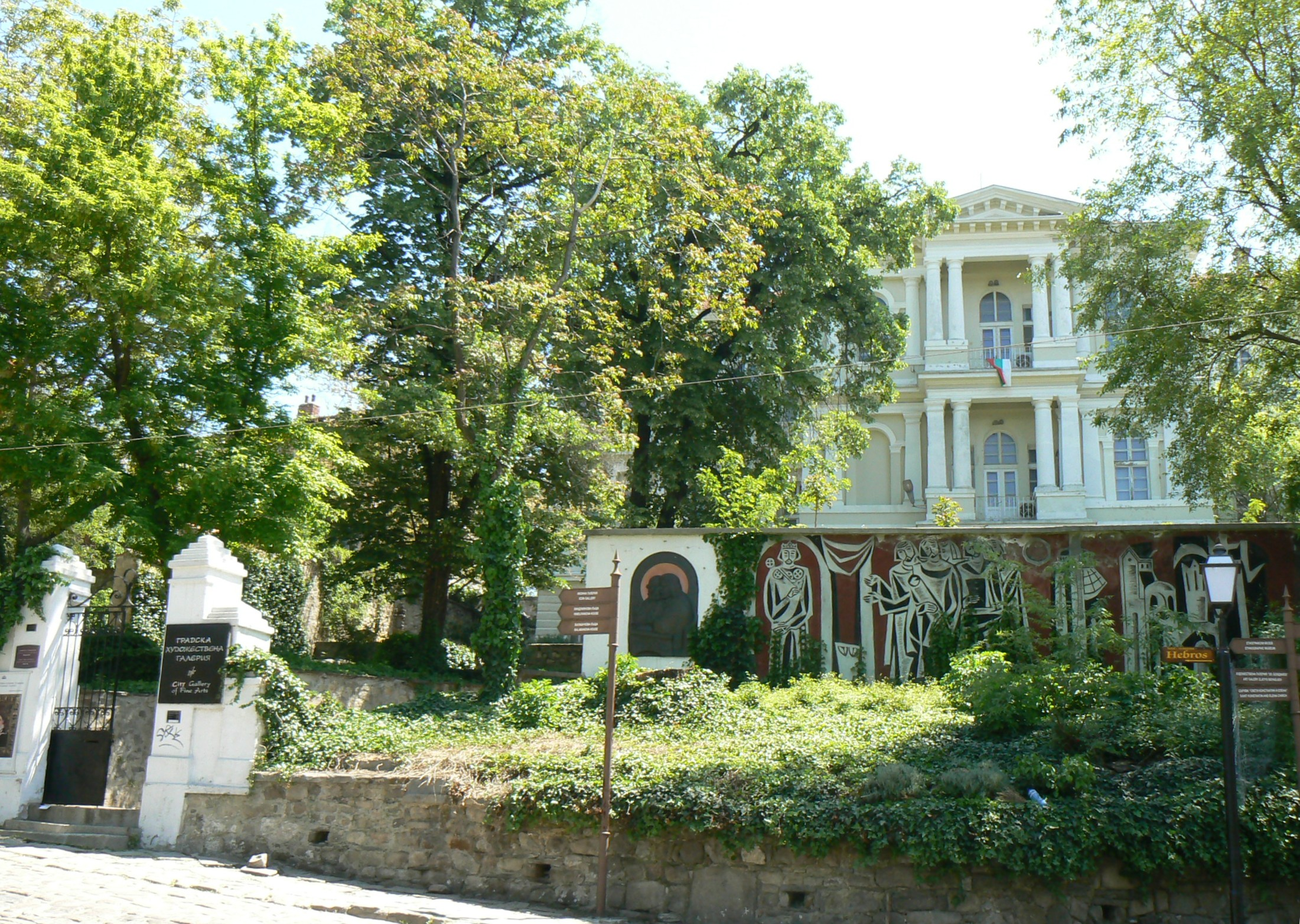
Erstes Mädchengymnasium, heute Städtische Kunstgalerie (2010)

- Erstes Mädchengymnasium, ul. Săborna 14A, Plowdiw (Първа девическа гимназия, ул. „Съборна“ № 14А, Пловдив).[5][31] Das Gebäude wurde im Stil des Neoklassizismus mit Anklängen an die Neorenaissance entworfen.[32] Der Schulbetrieb begann am 1. September 1881. Heute wird der Bau als Städtische Kunstgalerie (Градска художествена галерия) genutzt.[6] Er gilt als eines von Josef Schnitters Meisterwerken.[7] Zwischen 2019 und 2022 wurde das Gebäude vollumfänglich restauriert.[33]

1880–1881:
- Glockenturm der Kathedrale »Entschlafung der Gottesmutter« (»Mariä Himmelfahrt«), ul. Săborna 6, Plowdiw (Камбанария на катедрален храм »Св. Успение Богородично«, ул. „Съборна“ № 6, Пловдив).[6][31] Die dreischiffige Pseudobasilika war 1844–45 von Meistern aus Brazigowo erbaut worden. Josef Schnitter ergänzte das Kirchengebäude um einen dreistöckigen Glockenturm im Stil des russischen Neoklassizismus. Dieser erhebt sich vor dem westlichen Portal und ruht auf vier, mit Bögen verbundenen Säulen. Er ist mit einer Kuppel bekrönt. Über dem Eingang ist die Widmung „Im Gedenken an die Befreier“ („Въ Память Освободителямъ“) angebracht.[34] Im Jahre 2022 wurde die Fassade des Turms einer Renovierung unterzogen.[35]

1881–1883:
- Kirche »Hl. Georg der Siegreiche«, ul. Janko Sakăsow 15, Plowdiw (Църква »Св. Георги Победоносец«, ул. „Янко Сакъзов“ № 15, Пловдив).[6][36] Die Planungsarbeiten für die im Stil des russischen Neoklassizismus ausgeführte Kirche mit einer Kuppel begannen im Jahre 1881. Am 17. Mai 1881 konnte der Grundstein gelegt werden. Die Weihe der Kirche erfolgte am 26. Oktober 1883. 1903 wurde das Gotteshaus um einen ebenfalls von Josef Schnitter entworfenen Glockenturm ergänzt.[37]

1882–1884:
- Kirche »Hll. Kiril und Method und Hl. Alexander Newski«, ul. 4. Januari 27, Plowdiw (Храм »Св. св. Кирил и Методий и Св. Александър Невски« гр. Пловдив, ул. „4-ти Януари“ № 27, Пловдив).[6] Josef Schnitter entwarf diese dreischiffige Kreuzkuppelkirche im Stil des russischen Neoklassizismus. Die Gestaltung ihrer Kuppeln stellte eine Hommage an die  Isaakskathedrale in St. Petersburg dar. Die Grundsteinlegung erfolgte am 11. Mai 1882, dem Gedenktag der Heiligen Kiril und Method. Die Weihe fand im Rahmen eines Festgottesdiensts am 25. August 1884 statt.[38]

1882–1912:

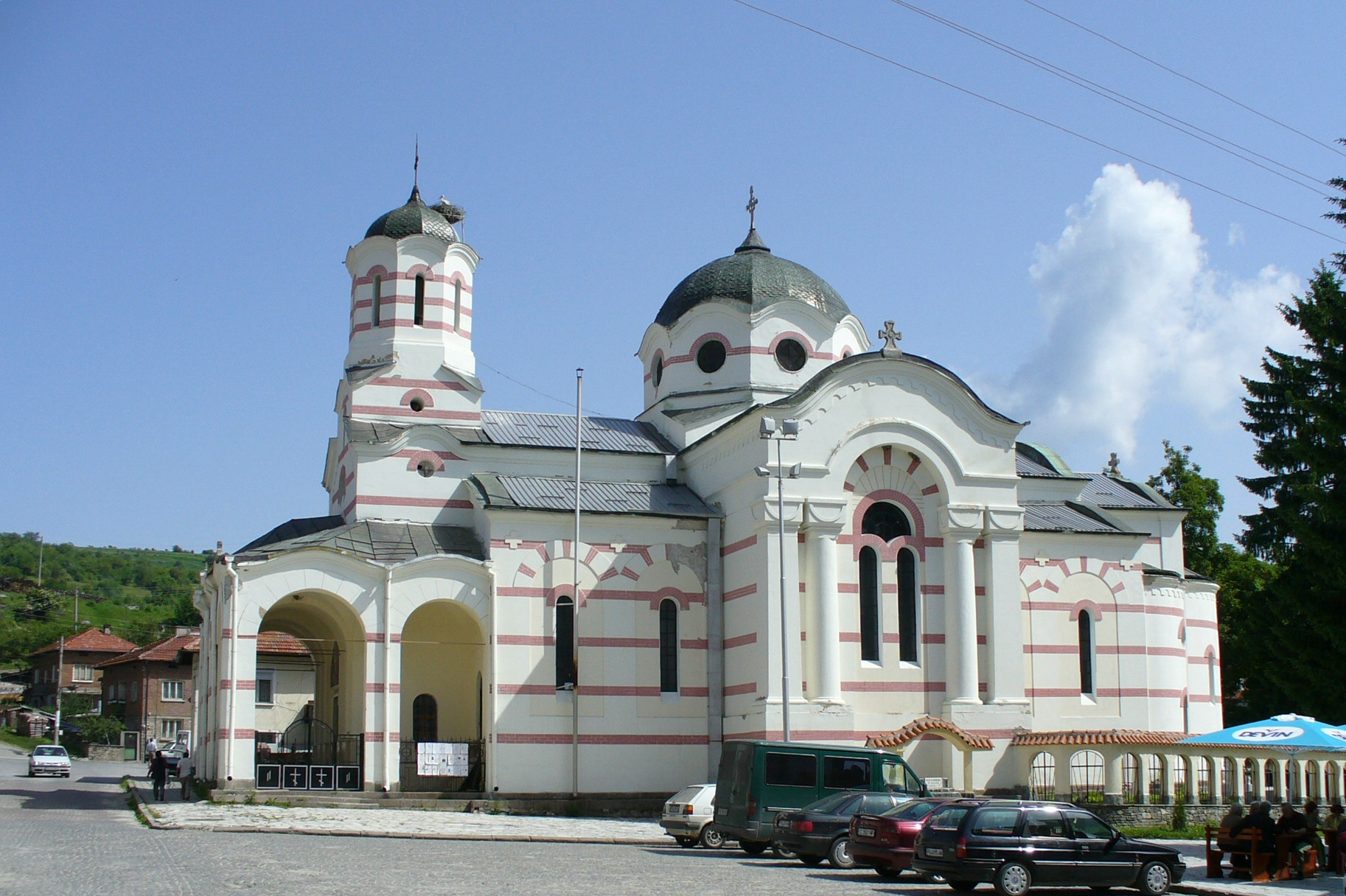
Kirche »Hl. Entschlafung der Gottesmutter« in Batak (2006)

- Kirche »Hl. Entschlafung der Gottesmutter«, ul. Aprilzi 16, Batak (Църква »Св. Успение Богородично«,  ул. „Априлци“ № 16, Батак). Im Jahre 1882 ergriffen die Bürger des damaligen Dorfs Batak die Initiative, die teilweise zerstörte Kirche »Hl. Nedelja« (»Св. Неделя«) in ein Beinhaus und eine Gedenkstätte für die Opfer des Massakers von Batak (1876) umzuwandeln und ein neues Gotteshaus zu errichten. Josef Schnitter spendete private Mittel für das Projekt und erarbeitete 1882–1883 den Entwurf unentgeltlich. Die Grundsteinlegung für die neue Kirche konnte 1883 gefeiert werden.[39] Bis zur Fertigstellung vergingen rund 30 Jahre. In der ersten Bauphase leitete Josef Schnitter die Arbeiten persönlich.[13] Bis 1895 soll er die Baustelle regelmäßig aufgesucht haben.[5] Die Weihe der Kirche erfolgte schließlich 1912.[40]

1883:
- Renovierung des Klosters Bjala Tscherkwa »Hll. Petrus und Paulus« (Обновяване на Белочерковски манастир »Св. Петър и Павел«).[15]

1884:
- Haus von Christo Gendow, ul. Beethoven 2, Plowdiw (Къща на Христо Гендов, ул. „Бетховен“  № 2, Пловдив).[5][41]

1885:
- Generalkonsulat von Österreich-Ungarn, ul. Beethoven 9, Plowdiw (Генерално Консултсво на Австро-Унгария, ул. „Бетховен“ № 9, Пловдив).[30] Das Haus ist Sitz einer Filiale der unter der Marke "Postbank" auftretenden Eurobank Bulgaria AG, Sofia (Юробанк България АД., София).[42]

1887:

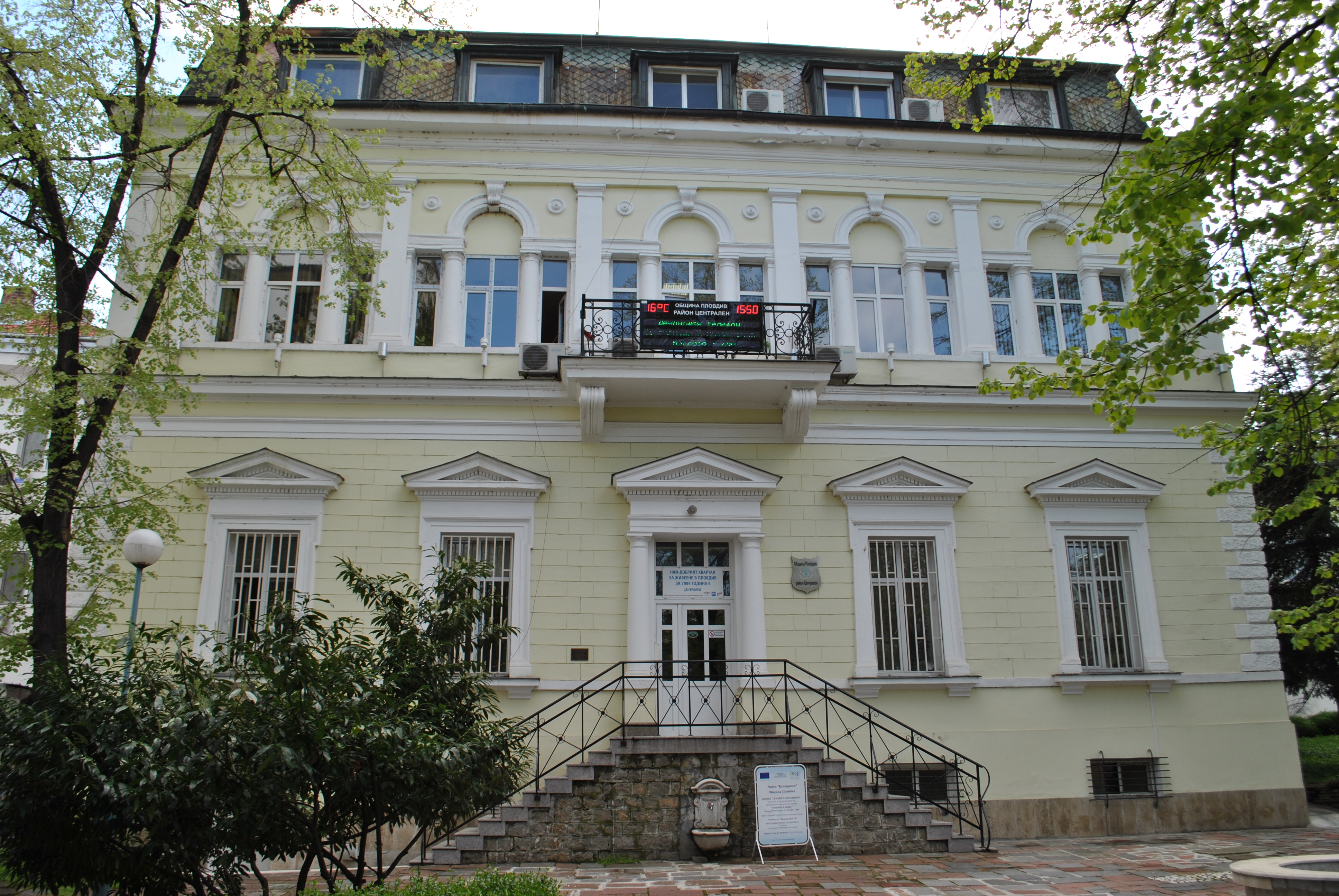
Haus von Dragan Mantschow, heute Rathaus des Zentralen Bezirks der Stadt Plowdiw (2013)

- Haus des Verlegers Dragan Mantschow, ul. Christo G. Danow 39, Plowdiw (Къща на издател Драган Манчов, ул. „Христо Г. Данов“ № 39, Пловдив).[6] Das Gebäude dient aktuell als Rathaus des Zentralen Bezirks von Plowdiw.[43]

1890:
- Haus von Iwan Gerdshikow, bul. 6. September, Plowdiw (къща на Иван Герджиков, бул. „6-ти Септември“, Пловдив).[41][44] Das neoklassizistische Haus wurde 1938 abgetragen, um den neuen Sitz der Industrie- und Handelskammer zu errichten. Heute wird das 1941 fertig gestellte Gebäude bul. 6. September 167 (бул. „6-ти Септември“ № 167) als Justizpalast (Съдебна Палата) genutzt.[45]

1890–1892:

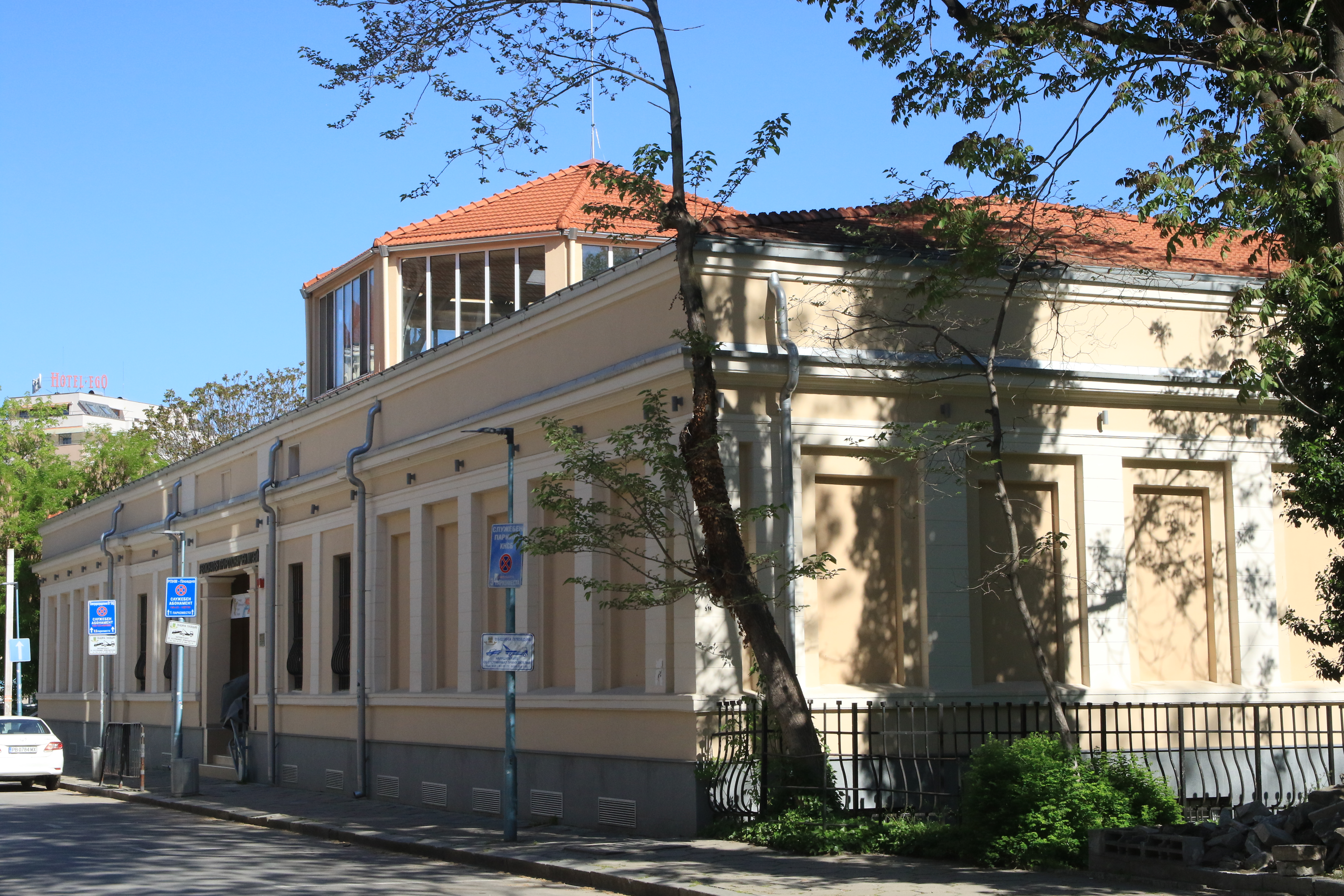
Ehemaliges Rathaus der Gemeinde Plowdiw, heute Naturhistorisches Museum (2018)

- Erstes Rathaus der Gemeinde Plowdiw, ul. Christo G. Danow 34, Plowdiw (Първо кметство на община Пловдив, ул. Христо Г. Данов № 34, Пловдив).[27] Das einstöckige Bauwerk verfügte über eine flache Kuppel auf einem großen, achteckigen Tambour. 1912 wurden diese Elemente bei einem Dachstuhlumbau entfernt. Gleichzeitig erfolgte eine Vergrößerung durch einen Anbau. Am 5. September 1955 öffnete hier das Regionale Naturhistorische Museum (Регионален Природонаучния Музей) seine Pforten. 2014 wurden Tambour und Kuppel wiedererrichtet.[46]

1891:
- Knabengymnasium, ul. Utschilischta 16, Assenowgrad (Мъжка гимназия, ул. „Училищна“ № 16, Асеновград).[27] Heute ist es das Berufsgymnasium "Hl. Patriarch Euthymios" (Професионална гимназия „Свети Патриарх Евтимий“).[47]

1891–1892:
- Pavillon der Stadt Stanimaka (heute Assenowgrad) auf der Ersten bulgarischen Landwirtschafts- und Industrieausstellung 1892 (Павилон на гр. Станимака в Първото българско земеделско-промишлено изложение в Пловдив, 1892 г.).[27]
- Haus von Iwan Andonow, ul. Iwan Wasow 86A, Plowdiw (къща на Иван Андонов, ул. „Иван Вазов“ № 86А, Пловдив).[27][48] Als Wohnsitz der Familie Andonow entwarf Josef Schnitter eine moderne zweigeschossige Villa in der Nähe des heutigen Plowdiwer Hauptbahnhofs. Die Etagen haben eine lichte Höhe von vier Metern. Das Haus war bereits mit einem Badezimmer und zwei Innentoiletten ausgestattet. Es befindet sich bis heute im Familienbesitz. Äußerlich ist es in einem schlechten Zustand.[49]

1896–1897:

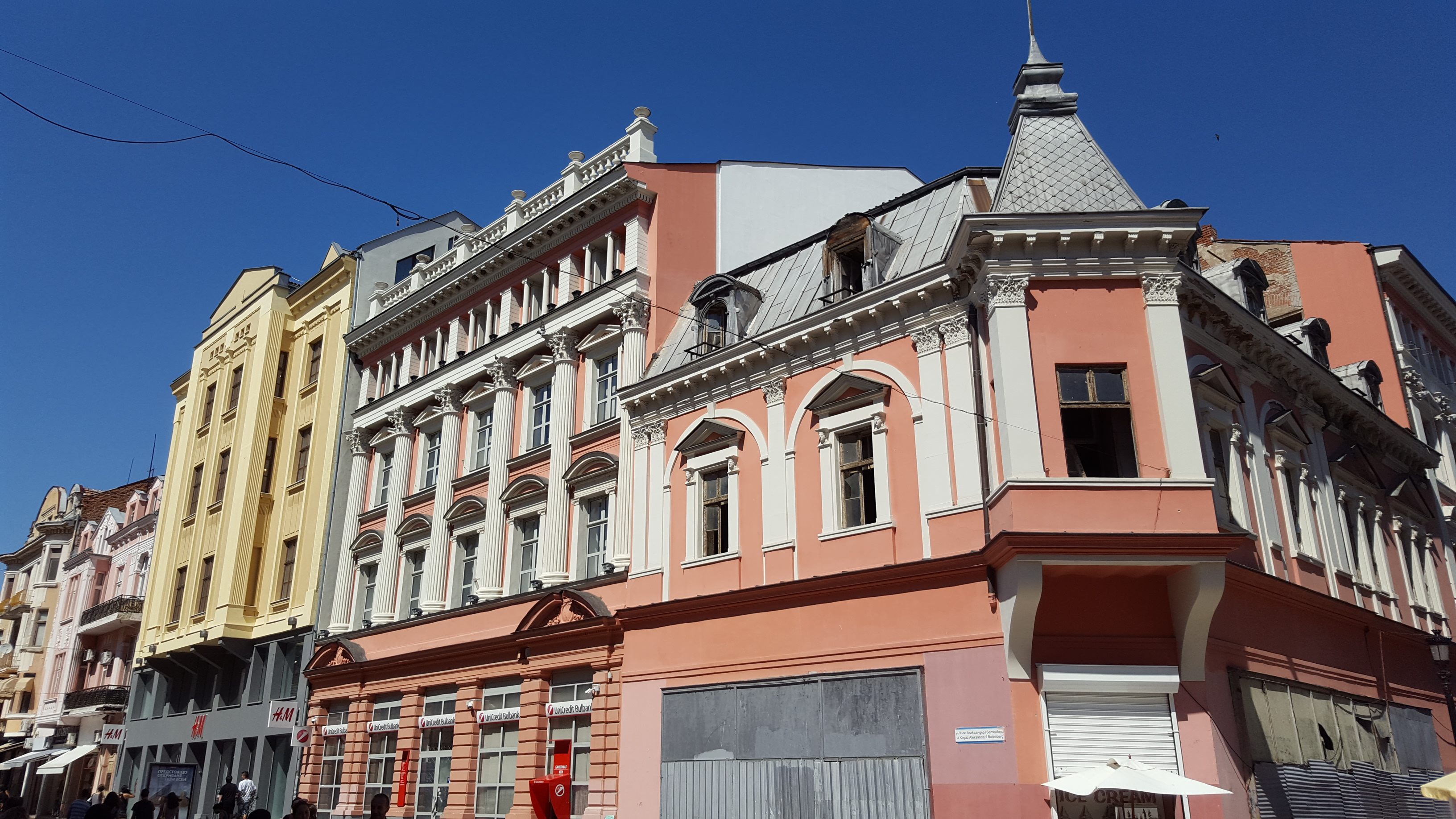
Geschäftshaus "Orosdi Bak" (2013) (2. Gebäude von rechts)

- Geschäftshaus "Orosdi Bak", ul. Alexander I. 13, Plowdiw (Търговската къща „Орозди Бак“, ул. Александър I-ви № 13, Пловдив).[18] Das Gebäude war die erste Stahlbetonkonstruktion in Bulgarien.[8][27] Sein heutiger Eigentümer ist die UniCredit Bulbank.

1905–1906:
- Haus von Konstantin Najdenowitsch, ul. General Gurko 9, Plowdiw (Къща на Константин Найденович, ул. „Генерал Гурко“ № 9, Пловдив).[48]

1910:
- Haus des Lehrers und Übersetzers Joakim Gruew, ul. Christo G. Danow 33, Plowdiw (Къща на учител и преводач Йоаким Груев, ул. „Христо Г. Данов“ № 33, Пловдив).[43][48] Es wurde 2003 restauriert.[7]

## Ehrungen
- Seit 1937 trägt eine Straße im Stadtzentrum von Plowdiw den Namen „Uliza Joseph Schnitter“ (ул. „Йосиф Шнитер“).[42]
- Posthume Verleihung der Ehrenbürgerschaft der Stadt Plowdiw (2006).[36]
- Enthüllung einer vom Bildhauer Zwjatko Siromaschki (Цвятко Сиромашки) gestalteten Büste Josef Schnitters am Platz des 22. September (пл. „22 Септември“) in Plowdiw (2012).[50]
- Ausstellung „Spuren in der Zeit – Der Architekt und der Bürgermeister Schnitter“ („Следи във времето - Архитектът и кметът Шнитер“) im Balabanow-Haus in Plowdiw (2014). Sie erinnerte an Josef Schnitter und seinen Sohn Josef Josifow.[42]
- Ausstellung „Josef Schnitter (1852-1914) Architekt“ in der Galerie des Bulgarischen Kulturzentrums in Prag (8. bis 30. Oktober 2020).[51][52]
- Fotoausstellung „Der Architekt Josef Schnitter“ (Документална фотоизложба „Архитектът Йосиф Шнитер“) im Tschechischen Zentrum Sofia (11. bis 31. Januar 2021)
- Enthüllung des Denkmals „Die Flamme von Schnitter“ („Пламъкът на Шнитер“) von Zwjatko Siromaschki hinter Schnitters Grab auf dem Zentralfriedhof (Anfang Januar 2021).[53]
- Großformatiges Porträt Josef Schnitters an der Wand einer Umspannstation in der uliza Joseph Schnitter in Plowdiw (2022). Das Wandgemälde ist ein Werk des tschechischen Graphikers Tomas Stary.[54]

## Nachwirkungen
Zwischen dem 14. und dem 25. April 1928 wurde Bulgarien von drei starken Erdbeben erschüttert. Das erste war das Erdbeben von Tschirpan mit einer Magnitude von 6.8. Dabei wurden viele Gebäude in Plowdiw zerstört oder beschädigt. Die Bauten Schnitters trugen dagegen keine Schäden davon. Das tragische Ereignis verdeutlichte Schnitters vorausschauende Planung. Nachdem 1937 eine Straße nach ihm benannt wurde, geriet sein Name in der breiten Öffentlichkeit in Vergessenheit. Erst zu Beginn des 21. Jahrhunderts erwachte das Interesse an seinen Leistungen und seiner Person wieder.